# جيمس فيف
جيمس فيف (بالإنجليزية: James Fyfe)‏ هو عالم جريمة أمريكي، ولد في 16 فبراير 1942، وتوفي في 12 نوفمبر 2005 بسبب سرطان.